# Heriades otavicus
Heriades otavicus är en biart som beskrevs av eardley, R. P. Urban och > 2006. Heriades otavicus ingår i släktet väggbin, och familjen buksamlarbin. Inga underarter finns listade i Catalogue of Life.